# سلستين الثاني
البابا سلستين الثاني (باللاتينية: Caelestinus II) ـ (توفي في 8 مارس 1144) هو بابا الكنيسة الكاثوليكية من سنة 1143 إلى سنة 1144.
ولد سلستين الثاني باسم غيدو دي كاستيللو (بالإيطالية: Guido di Castello) ودرس على يد بيار أبيلار، ثم التحق بالخدمة الكنسية في روما شماسًا وكاتبًا رسوليًا في عهد البابا كاليستوس الثاني. وعندما حدثت الانتخابات البابوية المزدوجة سنة 1130 انضوى غيدو تحت لواء البابا إينوسنت الثاني، الذي رقاه لاحقًا إلى رتبة كاردينال لكنيسة سان ماركو في روما سنة 1133، ثم جعله رئيسًا دينيًا لمدينة بينيفنتو، فسفيرًا بابويًا إلى فرنسا سنة 1140.
بعد يومين من وفاة البابا إينوسنت الثاني في 25 سبتمبر 1143، عقدت انتخابات بابوية كانت أول انتخابات من نوعها لا تحفها القلاقل منذ 82 عامًا، وأسفرت هذه الانتخابات عن انتخاب سلستين الثاني لكرسي البابوية.